# Cratostigma campoyi
Cratostigma campoyi är en sjöpungsart som beskrevs av Ramos, Tyron och Francoise Lafargue 1988. Cratostigma campoyi ingår i släktet Cratostigma och familjen lädermantlade sjöpungar. Inga underarter finns listade i Catalogue of Life.